# 黎柏勇
黎柏勇（1978年9月27日—），退役香港足球員，司職守門員，曾入選香港奧運隊及香港五人足球代表隊，持有亞洲足協A級教練資格，曾為太陽飛馬守門員教練，現時為喇沙書院體育及電腦科教師，及兼任香港足球總會教練導師。

## 球員生涯
1995-96年度，黎柏勇由星島預備組提升上甲組。一季後轉投愉園，球季結束後未獲留用，轉投乙組球隊中福。一季後中福退出，他重返甲組加盟「地區隊」西貢朋友。
黎柏勇其後入讀香港教育學院，以業餘身份效力港會，曾效力過東方、愉園擔任後備門將，2009年轉投「升班馬」大中擔任守門員訓練員。
黎柏勇曾先後多次入選香港青年軍、香港奧運隊，參加過日航盃、亞少盃外圍賽、亞青盃外圍賽、奧運足球預賽等國際賽事，亦曾多次入選香港五人足球代表隊，參加過世界5人足球賽外圍賽及第2屆亞洲室內運動會。
2012年夏天，黎柏勇加盟太陽飛馬，擔任守門員教練。
黎柏勇持有亞洲足協A級教練牌照、亞洲足協守門員教練牌照及亞洲足協五人足球教練（級別二）牌照。

## 個人榮譽及名言
- 1996年日航盃青年足球賽 最佳守門員
- 2002年飛利浦香港大專足球賽 最佳守門員

## 外部連結
- 香港足球總會網頁球員資料（页面存档备份，存于）
- 愉園足球隊官方網頁球員資料（页面存档备份，存于）